# Altenglisch
Altenglisch, auch Angelsächsisch (Eigenbezeichnung: Ænglisc /'æŋ.glɪʃ/, Englisc) oder altenglische Sprache, ist die älteste schriftlich bezeugte Sprachstufe der englischen Sprache und wurde bis zum 12. Jahrhundert geschrieben und gesprochen. Das Altenglische entstand, als sich die Angeln, Jüten, Friesen und Sachsen ab ca. 450 in Britannien ansiedelten. Für Sprecher des Neuenglischen ist diese Sprachstufe ohne gezieltes Erlernen nicht mehr verständlich. Sie ist eine eng mit dem Altfriesischen und Altsächsischen verwandte westgermanische Sprache und gehört der Gruppe der germanischen Sprachen an, einem Hauptzweig der indogermanischen Sprachfamilie.

## Geschichte

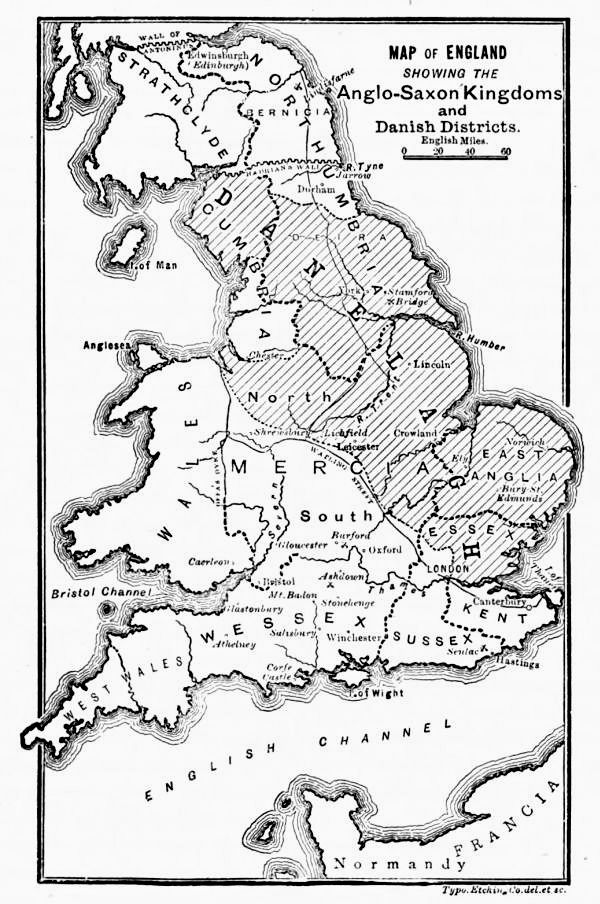
Karte der angelsächsischen Königreiche und des dänischen Einflussbereichs

Die altenglische Sprache spaltete sich ab dem 5. Jahrhundert vom kontinentalen Westgermanisch ab, als  Angeln, Sachsen, Friesen und Jüten, germanische Stämme aus dem Norden des heutigen Deutschlands und aus Dänemark, in Britannien einfielen und sich dort ansiedelten (Schlacht von Mons Badonicus). Die Sprache der Neuankömmlinge in Britannien verdrängte die keltischen Sprachen der einheimischen Bevölkerung und wird als „angelsächsisch“ bezeichnet (wobei in heutiger Literatur eher der Ausdruck „Altenglisch“ benutzt wird). Diese Sprache bildet die Grundlage für die englische Sprache. Vom 8. Jahrhundert an ist Altenglisch schriftlich belegt und erreicht um 1000 ein gewisses Maß an Standardisierung (der altenglische Dialekt des Spätwestsächsisch der „Schule von Winchester“).
Zur Zeit des Altenglischen bildete das Englische ein Dialektkontinuum mit den westgermanischen Sprachen auf dem Festland. Die Dialektsprecher auf dem Festland und der Insel konnten sich miteinander verständigen, aber seitdem haben sich die Sprachen auf beiden Seiten des Ärmelkanals so weit auseinanderentwickelt, dass dieses einstige Dialektkontinuum nicht mehr existiert.
Von den vorher auf der Insel gesprochenen keltischen Sprachen übernahm das Altenglische nur sehr wenige Lehnwörter. Allerdings wird teilweise die Meinung vertreten, dass die keltischen Sprachen einen gewissen Einfluss auf die Syntax des späten Altenglischen gehabt hätten.
Ein weiteres wichtiges Ereignis für die Entwicklung des Altenglischen ist die Christianisierung Britanniens ab dem 6. Jahrhundert. Durch die Christianisierung fanden viele lateinische Lehnwörter Eingang in die altenglische Sprache, insbesondere im Bereich des religiösen Wortschatzes.
Neben lateinischen Lehnwörtern findet man auch skandinavische Lehnwörter im Englischen: Dies hängt mit der Invasion des Nordostens Englands durch Wikinger aus Norwegen zusammen. (Viele Invasoren wurden als „Dänen“ bezeichnet, aber tatsächlich stammten sie aus der Region Horthaland in Norwegen.) Die Wikingereinfälle begannen im 8. Jahrhundert und setzten sich im 9. und 10. Jahrhundert fort. So wurde 793 der Nordosten in größerem Stil überfallen und die Priorei Lindisfarne, ein wichtiges Zentrum der Gelehrsamkeit zu altenglischer Zeit, verwüstet. 866 wurde East Anglia geplündert, 867 fiel die Stadt York. Die Ausbreitung der Wikinger in Richtung Süden und Westen wurde erst durch König Alfred von Wessex nach längeren kriegerischen Auseinandersetzungen gestoppt. Im Vertrag von Wedmore 878 wurde eine Grenzziehung zwischen dem Königreich Wessex im Südwesten und dem Herrschaftsbereich der Wikinger (genannt „Danelag“) festgelegt. Durch die dänische und norwegische Einwanderung ab dem 8. Jahrhundert hat das Altenglische neben altsächsischen auch zahlreiche nordgermanische Elemente integriert, die allerdings erst in den mittelenglischen Texten in größerer Zahl auftauchen.
Nach der Eroberung Englands durch französischsprachige Normannen (1066) ging die Zeit des Altenglischen zu Ende. Mit der Herrschaft der Normannen über England begann der Einfluss des normannischen Französisch auf die englische Sprache, der prägend für die Periode des Mittelenglischen ist. Von großer Bedeutung für die weitere sprachliche Entwicklung des Englischen war aber auch die große Zahl flämischer Einwanderer (Soldaten, Mönche, Kaufleute), die in der Zeit während und nach der Eroberung der Insel durch Wilhelm den Eroberer nach England kamen. Ihre altniederländische/altniederfränkische Muttersprache war eine mit dem Altenglischen eng verwandte, kontinentale westgermanische Sprache, die auch fünf Jahrhunderte nach der sprachlichen Trennung immer noch sehr große Ähnlichkeit und zum Teil Austauschbarkeit mit dem Angelsächsischen aufwies und dementsprechend leicht in das Englische eindrang.

## Geografische Verteilung

Verteilung der altenglischen Dialekte

Die vier Hauptdialekte der altenglischen Sprache waren Nordhumbrisch, Merzisch (Südhumbrisch), Kentisch und Westsächsisch, wobei es aber noch eine Vielzahl kleinerer Dialekte gab. Jeder der Hauptdialekte lässt sich ursprünglich jeweils einem unabhängigen Königreich auf der Insel zuordnen. Im 9. Jahrhundert wurden jedoch Northumbria und der größte Teil von Mercia von den Wikingern überrannt, und die anderen Teile von Mercia und ganz Kent wurden in das Königreich Wessex integriert.
Nach der Vereinigung mehrerer angelsächsischer Königtümer durch den westsächsischen König Alfred den Großen im Jahre 878 erhob Alfred den Dialekt von Wessex zur Verwaltungssprache, so dass die Bedeutung des Westsächsischen zunahm. Aus diesem Grund sind die schriftlich überlieferten altenglischen Texte größtenteils westsächsisch geprägt, und das späte Westsächsisch wird als eine Art Standard betrachtet, der aufgrund seiner guten Überlieferung auch in vielen Textbüchern des Altenglischen als Grundlage verwendet wird.

## Phonetik und Phonologie
Die folgenden Tabellen geben einen Überblick über die Vokale und Konsonanten des Altenglischen:

### Vokale
|                  | vorne | vorne | fast vorne | fast vorne | zentral | zentral | fast hinten | fast hinten | hinten | hinten |
| ung.             | ger.  | ung.  | ger.       | ung.       | ger.    | ung.    | ger.        | ung.        | ger.   |        |
| geschlossen      | i:    | y:    |            |            |         |         |             |             |        | u:     |
| fast geschlossen |       |       | ɪ          | ʏ          |         |         |             | ʊ           |        |        |
| halbgeschlossen  | e:    | ø:    |            |            |         |         |             |             |        | o:     |
| mittel           |       |       |            |            | ə       | ə       |             |             |        |        |
| halboffen        | ɛ     | œ     |            |            |         |         |             |             |        | ɔ      |
| fast offen       | æ: æ  |       |            |            |         |         |             |             |        |        |
| offen            |       |       |            |            |         |         |             |             | ɑ: ɑ   | ɒ̃      |

Jedem Langvokal entsprach ein Kurzvokal, z. B. /æ:/ und /æ/. Allerdings waren manche Kurzvokale in leicht tieferer oder zentralerer Position als die entsprechenden Langvokale, z. B. /u:/ und /ʊ/.
Der frühe westsächsische Dialekt des Altenglischen hat die folgenden Diphthonge:
| Diphthonge                     | Kurz | Lang |
| ------------------------------ | ---- | ---- |
| Erstes Element ist geschlossen | ɪʏ   | iy   |
| Beide Elemente sind mittel     | ɛɔ   | eo   |
| Beide Elemente sind offen      | æɑ   | æɑ   |

### Konsonanten
Die Konsonanten des Altenglischen sind:
|               | Bilabial | Labiodental | Dental | Alveolar | Postalveolar | Palatal | Velar   | Glottal |
| ------------- | -------- | ----------- | ------ | -------- | ------------ | ------- | ------- | ------- |
| Plosive       | p b      |             |        | t d      |              |         | k g     |         |
| Affrikaten    |          |             |        |          | tʃ (dʒ)      |         |         |         |
| Nasale        | m        |             |        | n        |              | ɲ       | (ŋ)     |         |
| Vibranten     |          |             |        | r        |              |         |         |         |
| Frikative     |          | f (v)       | θ (ð)  | s (z)    | ʃ            | (ç)     | (x) (ɣ) | h       |
| Approximanten |          |             |        |          |              | j       | w       |         |
| Laterale      |          |             |        | l        |              |         |         |         |

Die eingeklammerten Laute sind Allophone:
- [⁠dʒ⁠] ist ein Allophon von /⁠j⁠/, das nach /⁠n⁠/ und bei Gemination auftritt.
- [⁠ŋ⁠] ist ein Allophon von /⁠n⁠/, das vor /⁠k⁠/ und /⁠g⁠/ auftritt.
- [v, ð, z] sind Allophone von /f, θ, s/, die zwischen Vokalen und/oder stimmhaften Konsonanten auftreten.
- [ç, x] sind Allophone von /⁠h⁠/, die im Silbenauslaut auftreten, [⁠ç⁠] nach Vorderzungenvokal und [⁠x⁠] nach Hinterzungenvokal.
- [⁠ɣ⁠] ist ein Allophon von /⁠g⁠/, das zwischen Vokalen und/oder stimmhaften Konsonanten auftritt.

Die genaue Natur des altenglischen r ist unbekannt. Es könnte ein alveolarer Tap [⁠ɾ⁠] oder ein alveolarer Vibrant [⁠r⁠] gewesen sein.

## Grammatik
Wie auch andere westgermanische Sprachen dieser Zeit war Altenglisch eine flektierende Sprache mit fünf Kasus (Nominativ, Genitiv, Dativ, Akkusativ und Instrumental, der allerdings meist mit dem Dativ zusammengefallen ist), einem in den Personalpronomen der 1. und 2. Person noch erhaltenen Dual zusätzlich zu Singular und Plural. Außerdem hatte das Altenglische wie das Deutsche ein grammatisches Geschlecht bei allen Nomen, z. B. sēo sunne (dt. ‚die Sonne‘) und se mōna (dt. ‚der Mond‘).

## Wortschatz
Der altenglische Wortschatz besteht überwiegend aus Wörtern germanischen Ursprungs. Es gibt nur wenige Lehnwörter aus anderen Sprachen, nach Schätzungen nur ca. 3 % des altenglischen Wortschatzes. Die Lehnwörter stammen hauptsächlich aus dem Lateinischen, ferner aus dem Altnordischen und dem Keltischen, was auf den Kontakt der Angelsachsen mit Römern bzw. der lateinischsprachigen christlichen Kirche, Skandinaviern und Kelten zurückzuführen ist.
Trotz des Kontaktes zwischen den eingewanderten Angelsachsen mit der keltischen Urbevölkerung Britanniens sind keltische Lehnwörter selten im Altenglischen. Die meisten überlieferten Lehnwörter sind geografische Bezeichnungen, speziell Flussnamen, Ortsnamen oder Teile von Ortsnamen: So geht der Name des altenglischen Königreichs Kent auf das keltische Wort Canti oder Cantion zurück, dessen Bedeutung allerdings unbekannt ist. Die Namen der nordhumbrischen Königreiche Deira und Bernicia gehen auf keltische Stammesnamen zurück. Themse und Avon sind keltische Flussnamen. Ferner findet man keltische Wortbestandteile wie cumb (dt. ‚tiefes Tal‘) als Teile von Ortsnamen wie Duncombe, Holcombe oder Winchcombe. Abgesehen von Ortsnamen gibt es nur etwa ein Dutzend Beispiele für Lehnwörter, die einigermaßen zuverlässig auf einen keltischen Ursprung zurückgeführt werden können: Wahrscheinliche Kandidaten sind unter anderem binn (dt. ‚Korb, Krippe‘), bratt (dt. ‚Mantel‘), brocc (dt. ‚Dachs‘) und crag bzw. luh (beides dt. ‚See‘). Andere mögliche Beispiele für keltische Lehnwörter wie carr (dt. ‚Felsen‘) oder dunn (dt. ,dunkel‘) sind umstritten. Die keltischen Lehnwörter stammen meist aus dem Altbritischen. Daneben gibt es noch einige wenige Lehnwörter aus dem Altirischen, dazu zählt drȳ (dt. ‚Zauberer‘).
Lateinische Lehnwörter sind im Altenglischen weitaus häufiger, und sie stammen vor allem aus den Bereichen Handel, Militär und Religion. Einige lateinische Lehnwörter haben die angelsächsischen Stämme schon vom europäischen Kontinent vor ihrer Einwanderung nach England mitgebracht, etwa camp (dt. ‚Feld, Kampf‘, lat. campus) oder ċĕaster (dt. ‚Burg, Stadt‘, lat. castra). Ein großer Teil lateinischer Wörter kommt mit der Christianisierung Englands in die englische Sprache. Beispiele für lateinische Lehnwörter aus dem religiösen Bereich, die auf die altenglische Zeit zurückgehen sind abbot, hymn, organ, priest, psalm und temple. Die lateinische Kirche übte auch einen Einfluss auf den Alltag der altenglischen Zeit aus, so dass man auch Lehnwörter für Haushaltsgegenstände wie cap, chest oder map, ferner Lehnwörter für Lebensmittel wie caul (dt. ‚Kohl‘) oder lent (dt. ‚Linsen‘) vorfindet. Auch Wörter aus dem Bereich der Bildung und Gelehrsamkeit findet man, so z. B. school, master oder verse. Durch den Benediktinerorden in England fanden eine weitere Menge von lateinischen Lehnwörtern Eingang in das Altenglische, dazu zählen Antichrist, apostle, demon und prophet. Insgesamt schätzt man die Zahl der lateinischen Lehnwörter aus dem religiösen Bereich auf etwa 350–450 Wörter.
In der Mitte bis zum Ende der altenglischen Periode fielen skandinavische Völker in England ein; zeitweise waren große Teile von England durch skandinavische Könige beherrscht. Durch den Kontakt zwischen Angelsachsen und skandinavischen Invasoren fanden auch skandinavische Lehnwörter in die englische Sprache Eingang. Beispiele sind etwa sky, skin, skill, reindeer oder swain. Ferner sind viele Ortsnamen skandinavischen Ursprungs überliefert: In Ostengland, wo dänische Invasoren siedelten, findet man eine Vielzahl von Orten, die auf -by enden, das dänische Wort für Ort oder Hof: Grimsby, Whitby, Derby oder Rugby zählen dazu. Neben Substantiven, Verben und Adjektiven sind sogar einige Pronomen aus dem Skandinavischen übernommen worden: Die Pronomen they/their/them ersetzen spätestens in der mittelenglischen Zeit die ursprünglichen, altenglischen Formen hīe, hiera und him.
Die meisten skandinavischen Lehnwörter sind jedoch in altenglischen Texten wenig belegt, der skandinavische Einfluss macht sich erst zur mittelenglischen Zeit in den überlieferten Texten bemerkbar. Skandinavische Lehnwörter, die schon in altenglischen Texten belegt sind, sind z. B. cnīf (dt. ‚Messer‘, vgl. Altisländisch knífr), hittan (dt. ‚treffen‘, vgl. Altisländisch hitta) und hūsbonda (dt. ‚Hausherr‘, vgl. Altisländisch húsbóndi).

## Schrift

Die altenglischen Runenzeichen, das Fuþorc

Altenglisch wurde ursprünglich mit Runen geschrieben, übernahm nach der Bekehrung zum Christentum jedoch das lateinische Alphabet, dem man einige Zeichen hinzufügte. So etwa wurde der Buchstabe Yogh aus dem Irischen übernommen, der Buchstabe ð (eth) war eine Abwandlung des lateinischen d, und die Buchstaben þ (thorn) und ƿ (wynn) stammen aus dem Fuþorc (der anglo-friesischen Variante der gemeingermanischen Runenreihe, dem älteren Fuþark).
Die Schriftzeichen des altenglischen Alphabets entsprechen in etwa den folgenden Lauten:

### Konsonanten
- b: /⁠b⁠/
- c (außer in den Digraphen sc und cg): entweder /⁠tʃ⁠/ oder /⁠k⁠/. Die Aussprache als /⁠tʃ⁠/ wird in heutigen Textausgaben meistens durch ein diakritisches Zeichen kenntlich gemacht: meistens ċ, manchmal č oder ç. Vor einem Konsonanten wird der Buchstabe immer als /⁠k⁠/ ausgesprochen; am Wortende nach i immer als /⁠tʃ⁠/. In anderen Fällen muss man die etymologischen Ursprünge eines Wortes kennen, um es richtig aussprechen zu können.
- cg: [ddʒ]; gelegentlich auch für /gg/
- d: /⁠d⁠/
- f: /⁠f⁠/ und sein Allophon [⁠v⁠]
- g: /⁠g⁠/ und sein Allophon [⁠ɣ⁠]; /⁠j⁠/ und sein Allophon [⁠dʒ⁠] (nach n). Die Aussprache als /⁠j⁠/ oder [⁠dʒ⁠] wird heute oft als ġ geschrieben. Vor einem Konsonanten wird es immer als [⁠g⁠] (Wortanfang) oder [⁠ɣ⁠] (nach einem Vokal) ausgesprochen. Am Wortende nach i ist es immer /⁠j⁠/. In anderen Fällen muss man die etymologischen Ursprünge eines Wortes kennen, um es richtig aussprechen zu können.
- h: /⁠h⁠/ und seine Allophone [ç, x]. In den Kombinationen hl, hr, hn und hw war der zweite Konsonant immer stimmlos.
- k: /⁠k⁠/ (selten gebraucht)
- l: /⁠l⁠/; möglicherweise im Silbenauslaut wie im Neuenglischen velarisiert
- m: /⁠m⁠/
- n: /⁠n⁠/ und sein Allophon [⁠ŋ⁠]
- p: /⁠p⁠/
- q: /⁠k⁠/ – vor einem den Konsonant /⁠w⁠/ repräsentierenden u gebraucht, aber selten. Altenglisch bevorzugte cƿ oder, in moderner Schreibweise, cw.
- r: /⁠r⁠/. Die genaue Natur des altenglischen r ist unbekannt. Es könnte ein alveolarer Approximant [⁠ɹ⁠] gewesen sein, wie in den meisten neuenglischen Dialekten, ein alveolarer Tap [⁠ɾ⁠] oder ein alveolarer Vibrant [⁠r⁠]. In diesem Artikel verwenden wir das Symbol /⁠r⁠/ für diesen Laut, ohne damit eine Aussage über seine Natur treffen zu wollen.
- s: /⁠s⁠/ und sein Allophon [⁠z⁠]
- sc: /⁠ʃ⁠/ oder gelegentlich /sk/
- t: /⁠t⁠/
- ð/þ: /⁠θ⁠/ und sein Allophon [⁠ð⁠]. Beide Zeichen waren mehr oder weniger austauschbar (auch wenn man dazu neigte, ð nicht am Wortanfang zu verwenden, was jedoch auch nicht immer der Fall war). Viele moderne Ausgaben behalten die Zeichen so bei, wie sie in den alten Manuskripten verwendet werden, aber manche versuchen ihn in irgendeiner Art und Weise nach bestimmten Regeln auszurichten, bspw. indem sie nur þ verwenden.
- ƿ (Wynn): /⁠w⁠/, in der modernen Schreibweise durch w ersetzt, um Verwechslung mit p zu vermeiden.
- x: /ks/ (aber nach einigen Autoren [xs ~ çs])
- z: /⁠ts⁠/. Selten gebraucht, stattdessen verwendete man normalerweise ts, zum Beispiel bezt vs betst „das Beste“, ausgesprochen /betst/.

Doppelkonsonanten werden gelängt ausgesprochen; die gelängten Frikative ðð/þþ, ff und ss sind immer stimmlos.

### Vokale
- a: /⁠ɑ⁠/ (Schreibvarianten wie land/lond „Land“ legen die Existenz eines gerundeten Allophons [⁠ɒ⁠] vor [⁠n⁠] in einigen Fällen nahe)
- ā: /ɑː/
- æ: /⁠æ⁠/
- ǣ: /æː/
- e: /⁠e⁠/
- ē: /eː/
- ea: /æɑ/; nach ċ und ġ manchmal /⁠æ⁠/ oder /⁠ɑ⁠/
- ēa: /æːɑ/; nach ċ und ġ manchmal /æː/
- eo: /eo/; nach ċ und ġ manchmal /⁠o⁠/ oder /⁠u⁠/
- ēo: /eːo/
- i: /⁠i⁠/
- ī: /iː/
- ie: /iy/; nach ċ und ġ manchmal /⁠e⁠/
- īe: /iːy/; nach ċ und ġ manchmal /eː/
- o: /⁠o⁠/
- ō: /oː/
- oe: /⁠ø⁠/ (nur in einigen Dialekten)
- ōe: /øː/ (nur in einigen Dialekten)
- u: /⁠u⁠/
- ū: /uː/
- y: /⁠y⁠/
- ȳ: /yː/

Hinweis: Moderne Ausgaben altenglischer Texte verwenden als Lesehilfe Zusatzzeichen, um Langvokale und Diphthonge anzuzeigen. So werden z. B. Kurzvokale wie a, i oder o von Langvokalen wie ā, ī oder ō unterschieden, ea, eo oder ie sind Kurzdiphthonge. Die Zusatzzeichen sind nicht Teil der altenglischen Originalschriften.

## Text- und Hörbeispiele
Das Vater Unser auf Altenglisch (westsächsisch):
| Fæder ūre þū þe eart on heofonum sī þīn nama gehālgod tōbecume þīn rīce gewurþe þīn willa on eorðan swā swā on heofonum ūrne gedæghwāmlīcan hlāf syle ūs tō dæg and forgyf ūs ūre gyltas swā swā wē forgyfað ūrum gyltendum and ne gelǣd þū ūs on costnunge ac alȳs ūs of yfele. Sōþlīce. | Vater unser, du der bist im Himmel, Sei dein Name geheiligt. Komme dein Reich. Geschehe dein Wille auf Erden so wie im Himmel. Unser tägliches Brot gib uns heute Und vergib uns unsere Schuld so wie wir vergeben unsern Schuldigern. Und nicht führe du uns in Versuchung sondern erlöse uns von Übel. Amen. |

Die folgende Hörprobe umfasst das Vaterunser auf Altenglisch:

## Altenglische Literatur

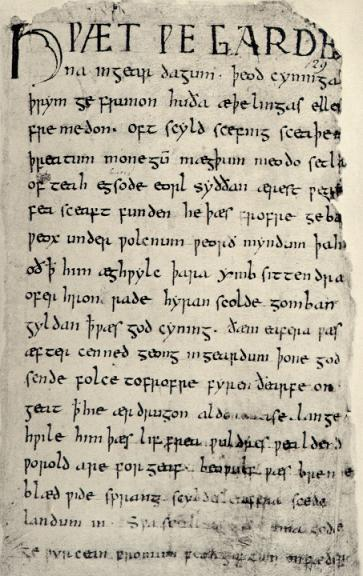
Erste Seite der Beowulf-Handschrift

Das Beowulf-Epos, um 1000 niedergeschrieben, aber vermutlich älter, ein germanisches Heldenepos in stabreimenden Langzeilen, ist eines der bekanntesten Stücke angelsächsischer Dichtung. Ferner wurden die christlich-religiösen Gedichte des Cynewulf in altenglischer Sprache geschrieben.
Die Caedmon-Handschrift mit religiösen Dichtungen zu alttestamentlichen Themen, das Exeter-Buch (siehe auch: Exeter) mit Dichtungen zu religiösen und weltlichen Themen, der Codex Vercellensis mit Predigten und kleineren Dichtungen, sowie in der Prosa diverse Rechtstexte seit dem 7. Jahrhundert und Urkunden, die seit dem 8. Jahrhundert in altenglischer Sprache verfasst wurden, sind weitere Quellen, aus denen das Angelsächsische als Literatursprache bekannt ist.

### Einführungen
- Albert C. Baugh, Thomas Cable: A History of the English Language. 6. Auflage. Routledge, London / New York 2013, ISBN 978-0-415-65596-5.
- Richard Hogg, Rhona Alcorn: An Introduction to Old English. 2. Auflage. Edinburgh University Press, Edinburgh 2012, ISBN 978-0-7486-4238-0.
- Keith Johnson: The History of Early English. Routledge, London / New York 2016, ISBN 978-1-138-79545-7.
- Bruce Mitchell, Fred Robinson: A Guide to Old English. 7. Auflage. Blackwell, Oxford 2006, ISBN 1-4051-4690-7.
- Wolfgang Obst, Florian Schleburg: Lehrbuch des Altenglischen. Universitätsverlag Winter, Heidelberg 2004, ISBN 3-8253-1594-0.

### Grammatiken
- Karl Brunner: Altenglische Grammatik. Max Niemeyer, Tübingen 1965.
- Alistair Campbell: Old English Grammar. Oxford University Press, Oxford 1959, ISBN 0-19-811943-7.

### Wörterbücher
- Joseph Bosworth, Thomas Northcote Toller (Hrsg.): An Anglo-Saxon Dictionary. Based on the manuscript collections of the late Joseph Bosworth. Oxford University Press, 1954 (Reprint). 2 Bände, davon ist der zweite ein Supplement zum ersten.
- Clark J. R. Hall: A Concise Anglo-Saxon Dictionary. mit Supplement von Herbert D. Meritt. 4. Auflage. Cambridge University Press, Cambridge 1960.

### Phonologie
- Karl Brunner: Altenglische Grammatik (nach der angelsächsischen Grammatik von Eduard Sievers neubearbeitet). 3. Auflage. Max Niemeyer, Tübingen 1965.
- Alistair Campbell: Old English Grammar. Oxford University Press, Oxford 1959, ISBN 0-19-811943-7.
- Fausto Cercignani: The Development of */k/ and */sk/ in Old English. In: Journal of English and Germanic Philology. 82/3 1983, S. 313–323.
- Richard M. Hogg: A Grammar of Old English, I: Phonology. Basil Blackwell, Oxford 1992.
- Sherman M. Kuhn: On the consonantal phonemes of Old English. In: J. L. Rosier (Hrsg.): Philological Essays: studies in Old and Middle English language and literature in honour of Herbert Dean Merritt. Mouton, Den Haag 1970, S. 16–49.
- Roger Lass, John M. Anderson: Old English Phonology. (= Cambridge studies in linguistics. No. 14). Cambridge University Press, Cambridge 1975.
- Karl Luick: Historische Grammatik der englischen Sprache. Bernhard Tauchnitz, Stuttgart 1914–1940.
- Eduard Sievers: Altgermanische Metrik. Max Niemeyer, Halle 1893.

### Altenglische Literatur
- Seamus Heaney (Übers.): Beowulf. Faber & Faber, London 1999. (Norten, New York 2002, ISBN 0-393-97580-0)
- John R. R. Tolkien: Beowulf, the monsters and the critics. Sir Israel Gollancz memorial lecture 1936. Oxford University Press, London 1936. (Nachdruck: Oxford 1971, Arden Library, Darby 1978)

### Sonstiges
- Peter Bierbaumer: Der botanische Wortschatz des Altenglischen. 3 Bände. Frankfurt am Main 1976.